# Territorio indígena y parque nacional Isiboro-Sécure
El Territorio Indígena y Parque Nacional Isiboro-Sécure (TIPNIS) es un área protegida de Bolivia, creado como parque nacional mediante DS 7401 del 22 de noviembre de 1965 y declarado Territorio Indígena a través del DS 22610 del 24 de septiembre de 1990, gracias a las luchas reivindicativas de los pueblos indígenas de la región. Tiene aproximadamente 1 236 296 ha (12 363 km²) y se encuentra ubicada en la zona de alta diversidad biológica incorporando cuatro formaciones vegetales importantes exactamente emplazada en la faja subandina, siendo después del parque nacional Madidi una de las regiones con mayor biodiversidad mundial. El naturalista francés Alcide D'Orbigny exploró la región del TIPNIS durante el siglo XIX, y en su obra Viaje a la América Meridional la menciona como "la selva más hermosa del mundo".
Está ubicado entre los departamentos del Beni (provincia de Moxos) y Cochabamba (provincia de Chapare y Ayopaya). Los municipios incluidos son San Ignacio de Moxos y Loreto en el Beni, y Villa Tunari y Morochata en Cochabamba.

## Clima
El clima varía según el gradiente altitudinal, desde templado a frío, en las partes altas, hasta cálido, en las tierras bajas. La temperatura media anual va desde los 15 °C en la serranía de Mosetenes, hasta los 32 °C en el pie de monte y la llanura boscosa (parte central), y los 25 °C en la llanura o pampas de Moxos (sector norte).

### Precipitación pluvial
Los valores de precipitación anual también fluctúan según las zonas, variando desde los 1900 mm en la parte Norte (confluencia del río Isiboro y río Sécure) hasta los 3500 mm en las inmediaciones de Puerto Patino (límite Sureste), con un 80 % del área comprendida en un rango de 2000 a 3000 mm de precipitación media anual.
En los meses de invierno pasan frentes fríos, con lo cual las precipitaciones son muy bajas.

### Rango altitudinal
Su rango altitudinal oscila entre los 180 y 3000 m s. n. m., con una altitud promedio de 300 a 400 m s. n. m. Presenta una variada fisiografía debido a su ubicación transicional entre las Serranías Subandinas y los Llanos de Moxos. La parte Sur y Oeste del Área es esencialmente montañosa y de abruptas pendientes e incluye las Serranía de Mosetenes y Sejeruma como contrafuertes del Subandino.

## Cuenca
El área pertenece a la subcuenca amazónica del río Mamoré, representada por uno de sus afluentes principales que es el río Sécure. A este último desemboca principalmente el río Isiboro, el cual tiene varios afluentes de regular importancia. Los ríos Sécure e Isiboro están ubicados respectivamente al norte y al sur del TIPNIS; los dos son navegables. El río Ichoa, afluente del Isiboro, surca el TIPNIS por su parte central y recibe varios afluentes menores.
Corresponde a las subregiones biogeográficas de Bosque Húmedo Montañoso de Yungas y de Bosque Húmedo del Madeira.

### Ríos Isiboro, Sécure e Ichoa
Son los principales ejes de comunicación del área, a través de los cuales se accede a los atractivos. Conforman parte del paisaje que se observa durante el recorrido y la vía para la actividad de navegación. Es además el medio donde se observa gran parte de la fauna, destacándose el delfín rosado o de agua dulce.

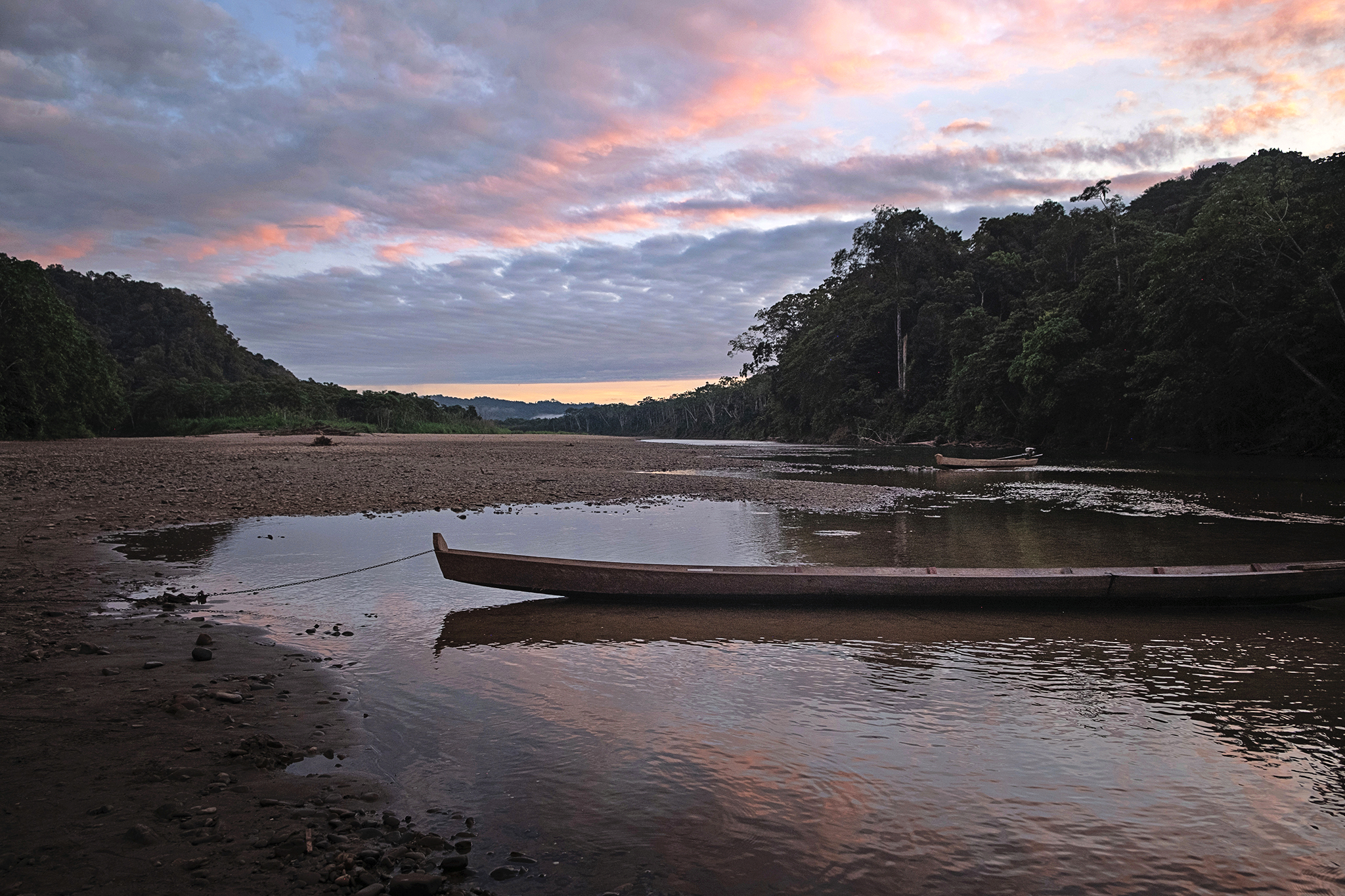
Atardecer en un río del TIPNIS.

### Laguna Bolivia
La laguna Bolivia es uno de los mejores sitios para observación de vida silvestre. El acceso a la laguna se realiza por vía fluvial, entrando por el arroyo Negro desde el Sécure, en época de aguas altas, y por tierra, a pie o a caballo, desde las comunidades de Dulce Nombre o Limoncito.
- Fluvial: ni en Puerto Varador ni en Puerto San Francisco se cuenta con un puerto formal para el embarque de turistas.

- Camino: el único camino carretero existente es el que atraviesa el área colonizada, en el sur, desde Isinuta hasta la comunidad de Aroma. El camino es utilizado para la extracción de los productos agrícolas y como vía de comunicación entre comunidades.

## Flora
Se registraron 402 especies de flora y se estima la existencia de 3000 especies de plantas superiores. La extraordinaria diversidad florística incluye especies como el aliso (Alnus acuminata), el pino de monte (Podocarpus spp.), el nogal (Juglans boliviana, los cedros (Cedrela lilloi y Cedrela odorata), la mará (Swietenia macrophylla), el palo maría (Calophyllum brasiliense) y el tajibo (Tabebuia). Se destacan las palmas como el asaí (Euterpe precatoria), las jatatas (Geonoma deversa, Geonoma spp.), la palma (Dictyocaryum lamarckianum) y la palma real (Mauritia flexuosa) que forma extensos palmares en zonas inundadas de bosque.

## Fauna
La fauna es igualmente muy diversificada. Entre las especies destacan: el jucumari (Tremarctos ornatus), el pejichi (Priodontes maximus), el marimono (Ateles paniscus), el manechi (Alouatta seniculus), la londra (Pteronura brasiliensis), el jaguar (Panthera onca), el ciervo de los pantanos (Odocoileus dichotomus), la harpía (Harpia harpyja), el pato negro (Catrina moschata), aves endémicas (Myrmotherula grisea, Grallaria erythrotis), chancho de trota, delfín de río, aves amenazadas (Terenura sharpei, A. mpeuon rufaxilla), la peta de río (Podocnemis unifilis) y el caimán negro (Melanosuchus niger).
Alberga más de 992 especies de aves, 218 especies de mamíferos, 131 especies de reptiles y 157 especies de anfibios siendo el tercer parque a nivel mundial en términos de biodiversidad y cantidad de especies solo superado por el parque nacional y Área Natural de Manejo Integrado Madidi (1.er lugar) y el parque nacional del Manu (2.º) en Perú.

## Carretera por el TIPNIS

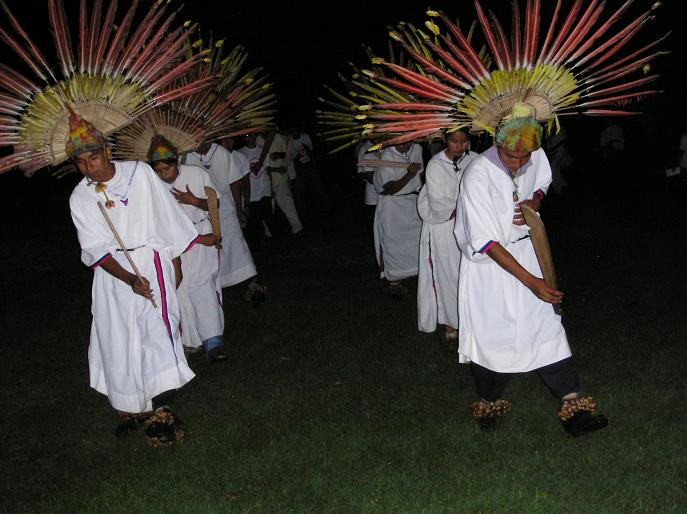
El baile de los macheteros es típico de la región de los Moxos, Bolivia, en el Territorio Indígena-parque nacional Isiboro-Sécure (en 2004).

En 2010 se anunció la construcción de una carretera que uniría Villa Tunari, en el departamento de Cochabamba, con San Ignacio de Moxos, en el departamento del Beni, la cual pasaría directamente por el TIPNIS.
El proyecto de carretera causó la movilización y protestas de organizaciones defensoras del medio ambiente e indígenas del parque nacional, para evitar el impacto negativo de la carretera sobre equilibrio ecológico de la zona. 
Los subcentral de pueblos indígenas expresó su posición a través de un pronunciamiento. Además, se rechazó el ingreso de cocaleros del Chapare, que agravarían la deforestación de la reserva.
El debate sobre qué tipo de desarrollo necesita el TIPNIS y sus habitantes, sigue activo.